# دنیاگیری کووید-۱۹ در اندونزی
دنیاگیری کووید-۱۹ در اندونزی (اندونزیایی: Pembatasan Sosial Berskala Besar) بخشی از دنیاگیری بیماری کروناویروس ۲۰۱۹ در جهان است. اولین مورد تأیید شده در اندونزی در ۲ مارس ۲۰۲۰ در شهر جاکارتا اعلام شد.